# Chiesa di Santa Maria a Pulicciano
La chiesa di Santa Maria a Pulicciano si trova a Ronta, nel comune di Borgo San Lorenzo. 

## Storia
L'edificio religioso è sorto sull'antico castello e risale al 1220, nel periodo in cui gli Ubaldini ebbero da Federico II Castrum et curam Pulicciani. Nel 1478 fu ricostruita e successivamente restaurata. L'attuale edificio risale alla fine del XIX secolo e nel 1908 fu riaperto al culto dopo che era stato decorato all'interno dai Chini. Il 24 luglio 1927 : fu inaugurata la lunetta della facciata, realizzata dalle Fornaci San Lorenzo. La lunetta, in maiolica policroma, raffigura l'Assunta, mentre sullo sfondo del paesaggio si vedono le raffigurazioni dell'antico castello di Pulicciano. La lunetta in ceramica è opera della manifattura Fornaci San Lorenzo la cui direzione artistica era già del 1925 di Tito Chini Inoltre, due stemmi a rilievo sono sorretti da protomi leonine, sempre a rilievo. La facciata venne progettata dall'architetto genovese Riccardo Haupt.

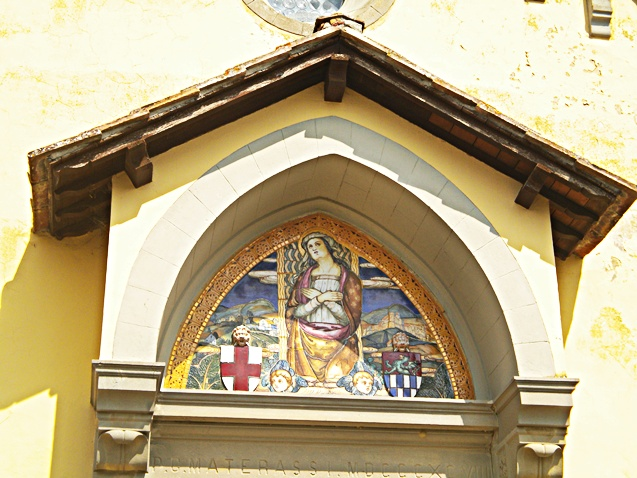
Lunetta in ceramica con l'Assunta, manifattura Chini Fornaci San Lorenzo

All'interno la chiesa presenta cinque altari del Seicento, un pulpito di noce intagliato, opera del falegname locale Giuseppe Romagnoli, un affresco sull'altare maggiore dell'Oratorio della Compagnia, rappresentante la Santissima Annunziata, una Lamentazione sul Cristo morto, composta da statue in terracotta, chiamate Le Verginelle, del XVI secolo, l'Assunzione della Vergine, opera della seconda metà del sedicesimo secolo, di cui non si conosce l'autore.

Le finestre sono a sesto acuto e hanno vetrate recanti gli stemmi dei Gordigiani e dei Magnani.

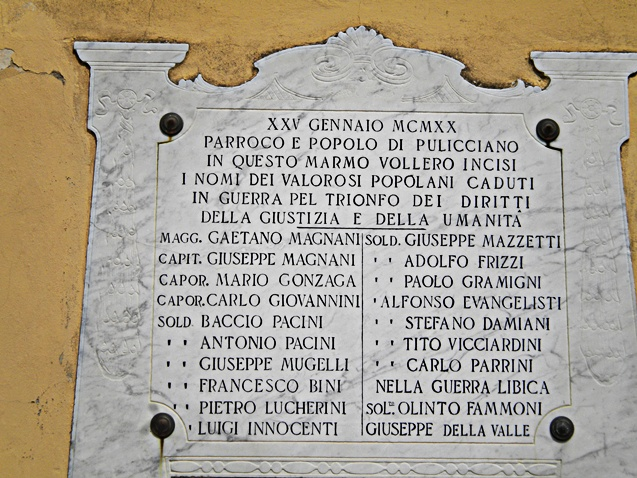
Targa ai caduti della Grande Guerra del popolo di Pulicciano

Di fianco alla porta di ingresso alla canonica è murato un esemplare della targa celebrativa del centenario francescano (1926) e sempre in facciata una targa che ricorda i caduti del popolo di Pulicciano nella Grande Guerra.  
Nei pressi della chiesa di Santa Maria a Pulicciano si trova un piccolo tabernacolo posto lungo la strada, dentro il quale è custodita una targa a bassorilievo in ceramica dipinta e dorata raffigurante l'Annunciazione.